# Régina
Régina is een gemeente van Frans-Guyana. De gemeente telde 1.657 inwoners op 1 januari 2022. Met een oppervlakte van 12.130 km² is het na Maripasoula de grootste gemeente van Frans-Guyana en van Frankrijk.
De gemeente bevindt zich in het midden van het tropisch regenwoud in het zuidwesten van het land. De plaats Régina bevindt zich aan de oever van de rivier de Approuague, die de gemeente doorstroomt en talrijke watervallen telt. Vroeger werd bij Régina goud gedolven.

## Geschiedenis
De Approuague was het woongebied van de Tupi sprekende Teko die door de Franse Émerillons (kleine valken) werden genoemd en in voortdurende strijd met de Caraïben verkeerden. Door de gouddelvers werden ze stroomopwaarts verdreven tot het berggebied tussen de Approuague, Camopi, Inini en Tampok.
In de gemeente liggen ook de oude dorpen Guisanbourg en Kaw. Guisanbourg was vroeger de hoofdplaats, maar is de jaren 1980 verlaten. Kaw vormde een onafhankelijke gemeente, maar werd in 1969 samengevoegd met Régina.

## Natuur
Enkele moerasgebieden aan de kust van 947 km² zijn sinds maart 1998 aangewezen als het natuurreservaat Moerassen van Kaw-Roura (Marais de Kaw-Roura) en 1.000 km² in het zuiden (in het Hoogland van Guyana) vormt onderdeel van het natuurreservaat Nouragues. De Îles du Connétable zijn twee eilanden voor de kust die sinds 1992 een natuurreservaat vormen. Een omtrek van 5 km rond de eilanden is tevens beschermd.

## Verkeer
In 2003 werd een brug aangelegd over de Approuague en in 2004 kwam de N2 gereed van Régina naar Saint-Georges (grensplaats tegenover Brazilië), waarmee er een directe geasfalteerde wegverbinding (N1) is tussen Saint-Laurent-du-Maroni aan de Surinaamse grens via Cayenne en Régina naar de Braziliaanse grens. In Régina is er ook een vliegveld met een landingsbaan in beton.

## Dorpen

### Kaw
Kaw (4° 29′ NB, 52° 2′ WL) is een dorp omringd door een moerasgebied. Het is te bereiken via een onverharde weg vanaf Roura. In 1998 is 94.700 hectare moerasgebied beschermd als natuurreservaat en is te bereiken per boot vanaf Kaw. Langs de weg bevindt zich ook het Trésor Regionaal Natuurreservaat.

### Guisanbourg
Guisanbourg (4° 23′ NB, 51° 56′ WL) was de voormalige hoofdplaats. Het werd in 1832 opgericht als Approuague. Het was een agrarisch gebied met suikerplantages. In 1834 werd de naam gewijzigd in Guisanbourg naar Jean Samuel Guisan die het gebied had gepolderd. In 1848 werd de slavernij afgeschaft en begon de neergang. In 1855 vond de inheemse Paoline goud bij Régina, en een groot deel van de bevolking vertrok. In 1936 werd Régina het hoofddorp. In 1977 waren er nog 15 inwoners. In de jaren 1980 werd het een verlaten spookstad.

## Demografie
Régina is een van de dunst bevolkte gebieden van Frans-Guyana. In 1974 waren er 366 inwoners op een oppervlakte 12,130 km2, maar het inwoneraantal is gestegen naar 854 inwoners in 2019.

## Galerij

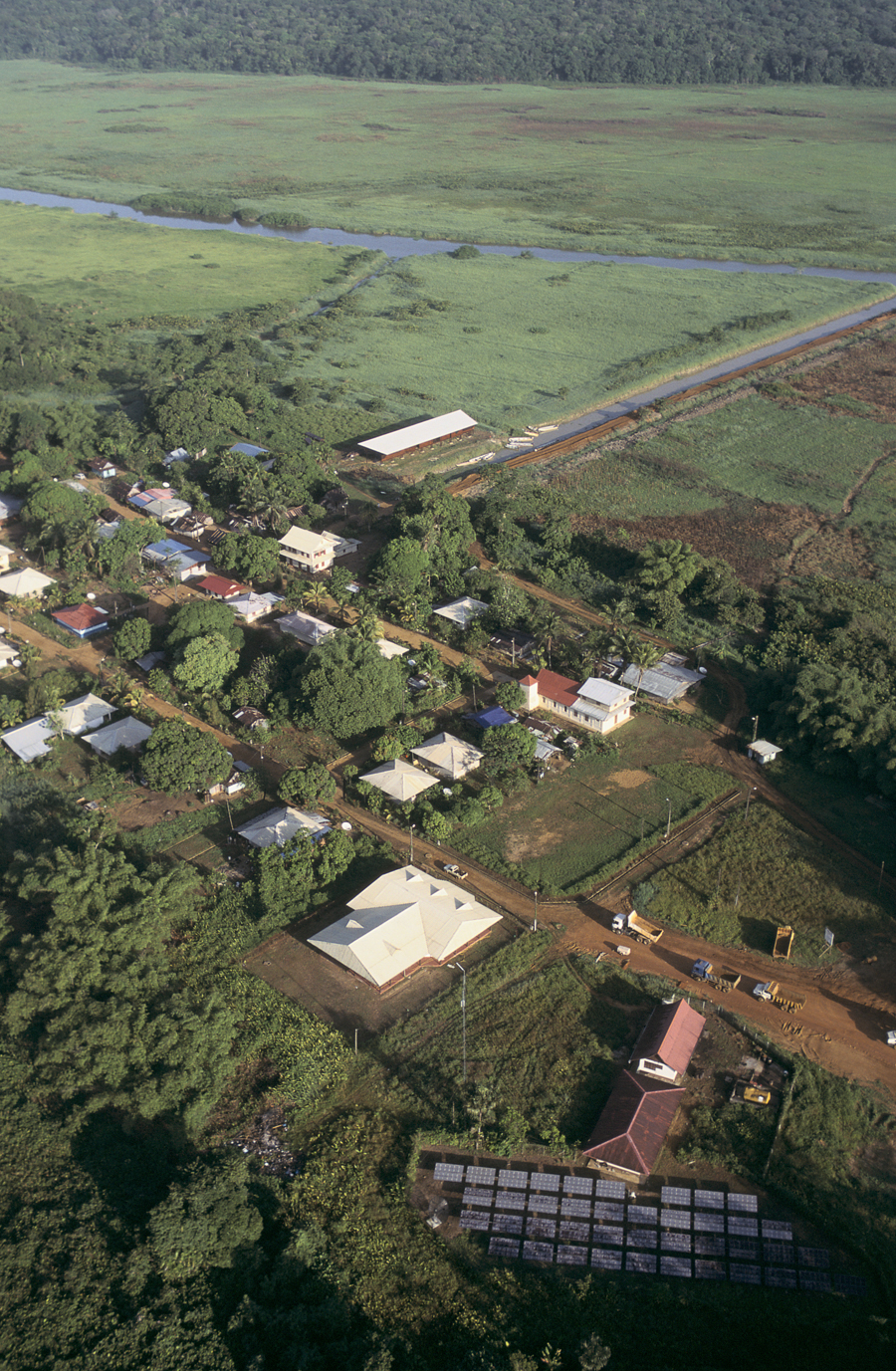
Kaw vanuit de lucht
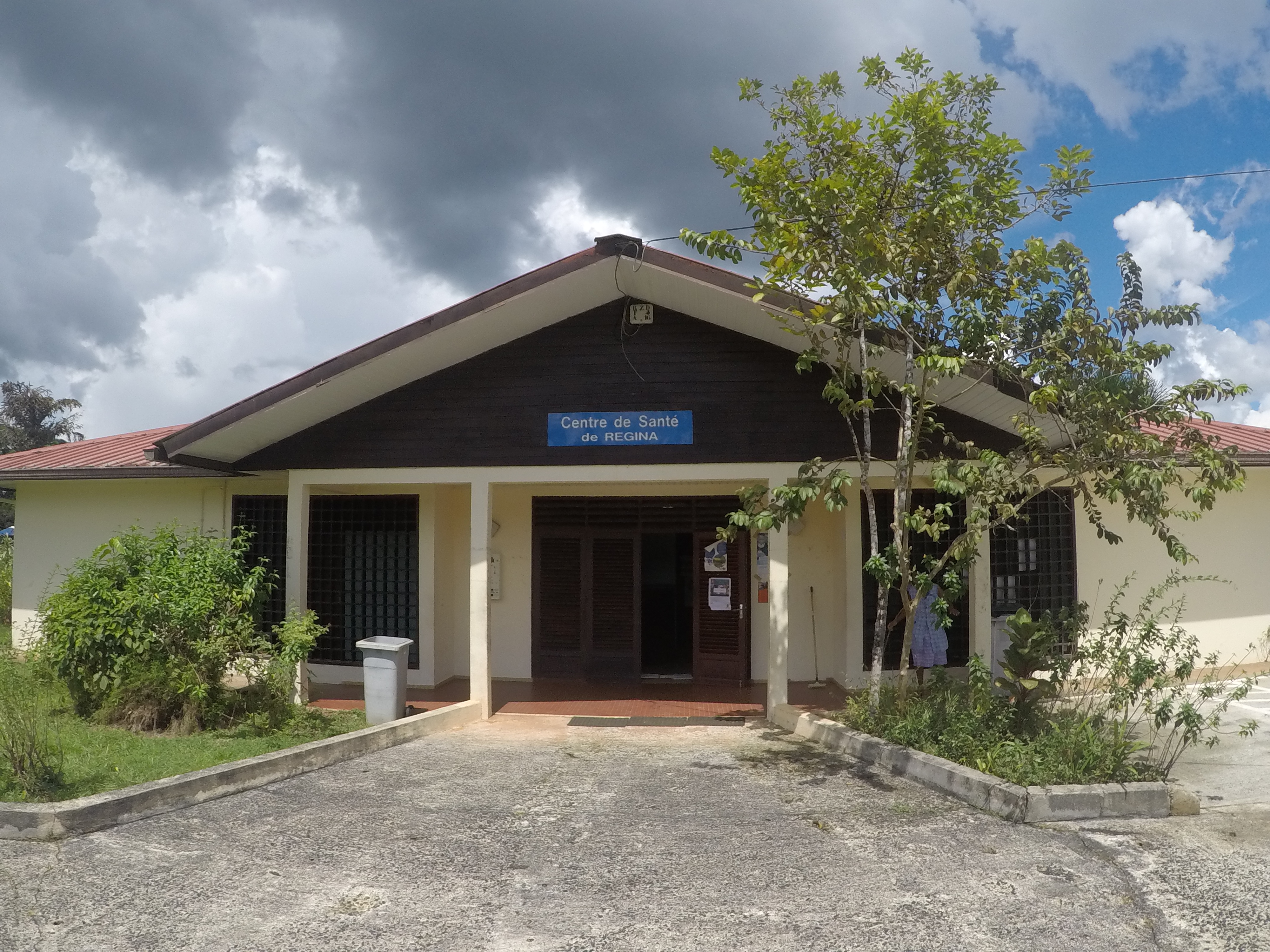
Kliniek van Régina
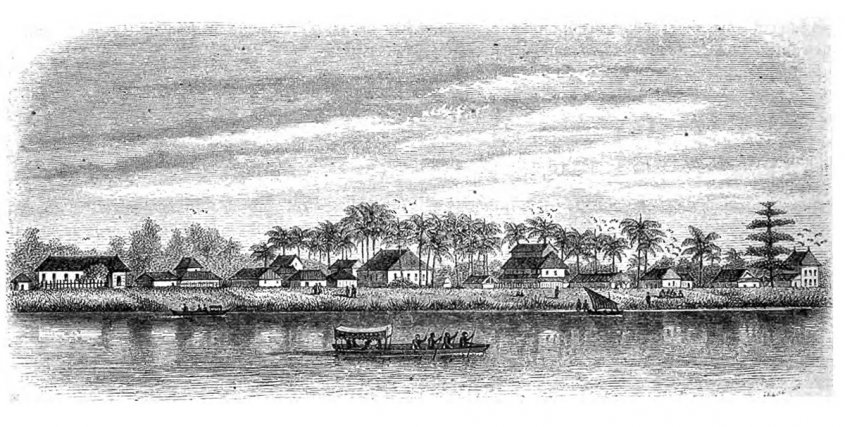
Tekening van Guisanbourg in 1856